# Tomasz Golka

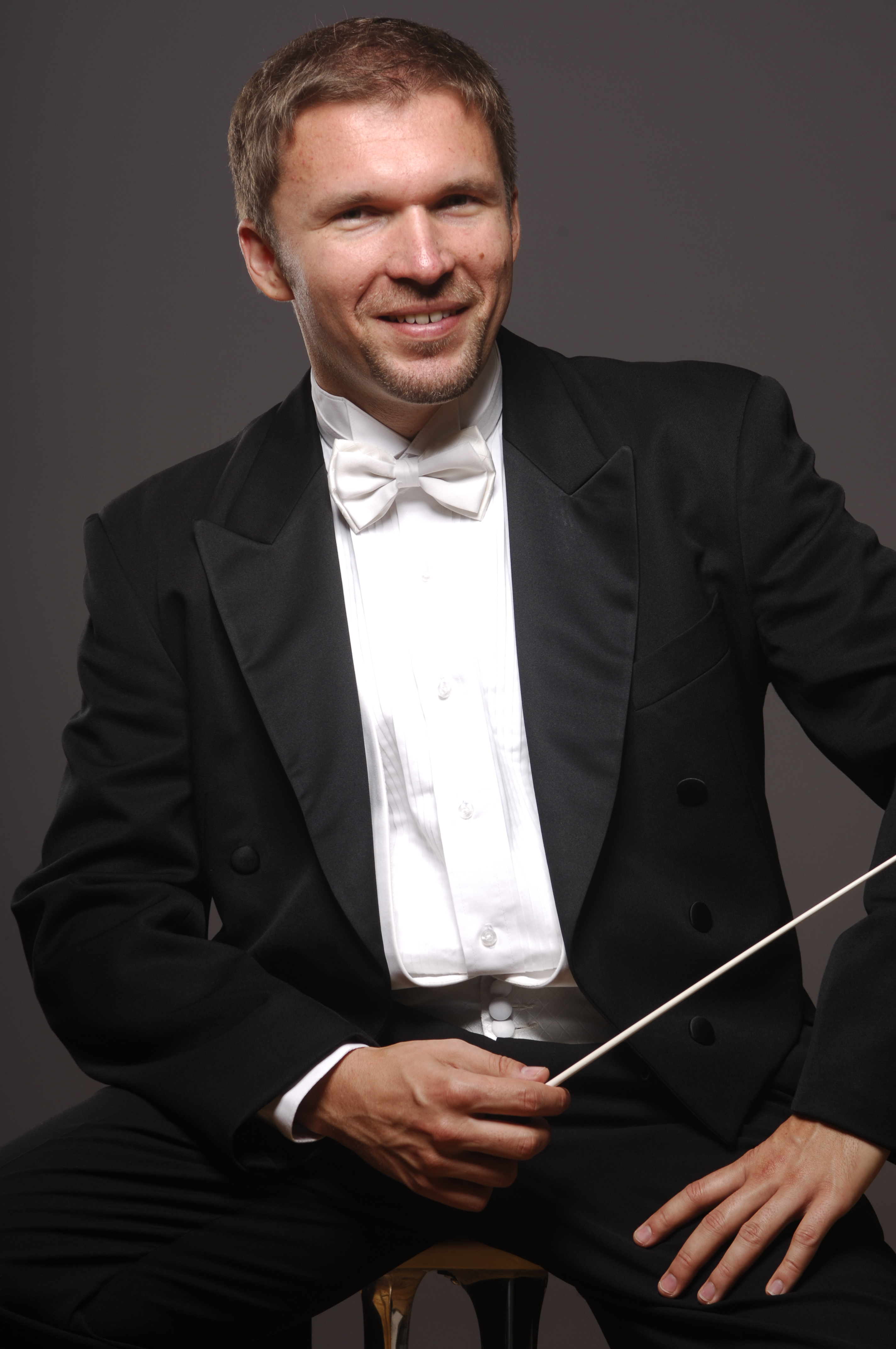
Tomasz Golka (2015)

Tomasz Golka (* 14. Oktober 1975 in Warschau, Polen) ist ein polnisch-amerikanischer Dirigent und Komponist.

## Leben
Golka ist der Sohn der Pianistin Anna Karczewska-Golka und des Posaunisten George Golka. Sein jüngerer Bruder Adam Golka ist Pianist.
1980 wanderte seine Familie nach Veracruz in Mexiko aus, wo sein Vater eine Anstellung als Posaunist im Orquesta Sinfónica de Veracruz erhalten hatte. Im Alter von vier Jahren begann Golka Geigenunterricht bei Mitgliedern des Orquesta Sinfónica de Veracruz zu nehmen. 1982 wanderte seine Familie nach Houston, Texas, aus, wo er zur High School for the Performing and Visual Arts ging. Er setzte sein Studium im Fach Geige bei Kenneth Goldsmith und später Sergiu Luca an der Shepherd School of Music an der Rice University fort und erhielt 1996 die US-amerikanische Staatsbürgerschaft. Nach dem Bachelor- und Master-Abschluss im Fach Geige lernte er das Dirigentenhandwerk bei David Effron an der Indiana University Bloomington und später bei Gustav Meier am Peabody Conservatory of Music der Johns Hopkins University.
Im Jahr 2003 gewann Golka den ersten Preis bei der Eduardo Mata International Conducting Competition in Mexiko-Stadt. 2006 war Golka Dirigent beim Tanglewood Music Festival. Während seines Aufenthalts in Tanglewood dirigierte er unter anderem Igor Strawinskys L’Histoire Du Soldat mit den Komponisten Elliott Carter, Milton Babbitt und John Harbison als Sprecher.
2007 bis 2012 war Golka Dirigent des Lubbock Symphony Orchestra. In Zusammenarbeit mit dem Lubbock Symphony Orchestra dirigierte Golka Welturaufführungen von Werken von Shafer Mahoney, Jude Vaclavik und Mathew Fuerst.
2008 bis 2010 war Golka zudem Dirigent des Williamsport Symphony Orchestra. 2010 wurde er außerdem Dirigent der Riverside County Philharmonic. 2014 bis 2015 war er Chefdirigent des Orquesta Sinfónica Nacional de Colombia in Bogotá, mit dem er einige Weltpremieren aufführte, ebenso wie die kolumbianische Uraufführung von Thomas Adès’ Asyla.
Am 1. September 2014 heiratete Golka Anna Kostyuchek, zweiter Konzertmeister der Riverside County Philharmonic. Die beiden leben in Encino, Kalifornien.

## Werkliste
- Celsius 233 für Orchester (2010)
- Valhalla Fanfare für Blechbläser und Perkussion (2010)
- Orchestrierung von J.S. Bachs Passacaglia und Fuge in c-moll, BWV 582 (2012)
- The Transit of Venus für Geige und Orchester (2013)
- Festivus, Festivus für Gesang und Orchester oder Gesang und Klavier (2015)
- Ukrainian Christmas Overture für Orchester (2016)

## Diskografie
- Villa-Lobos, Heitor: Ciranda das sete notas. Ezequiel Fainguersch, Fagott / Bloomington Chamber Orchestra. Melo Records, 2004.
- Stravinsky, Igor: L'histoire du soldat. Elliott Carter (The Soldier) / Milton Babbitt (The Devil) / John Harbison (Narrator), Fellows of the Tanglewood Music Center. Tanglewood Audio Archives, 2006.[16]